# Gąska czerwieniejąca

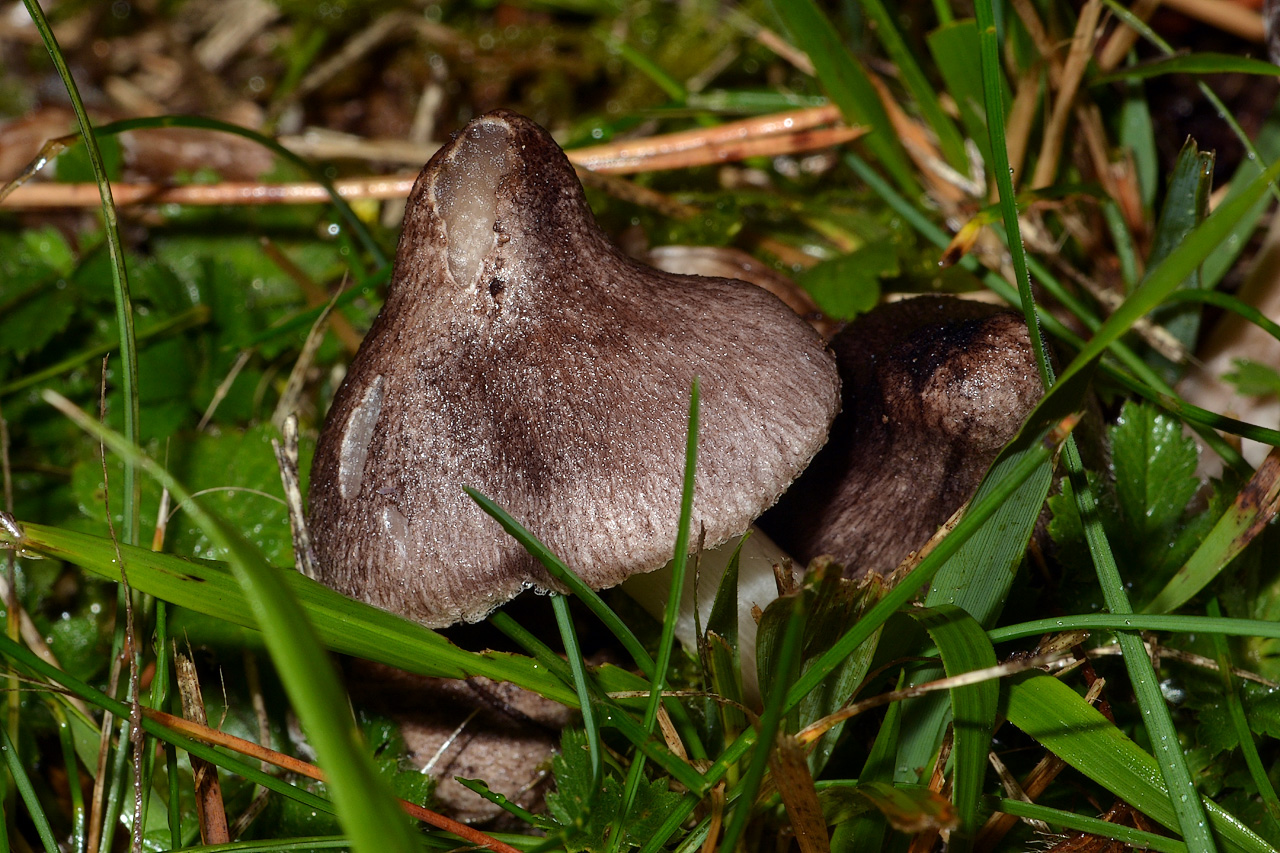

Gąska czerwieniejąca (Tricholoma orirubens Quel.) – gatunek grzybów należący do rodziny gąskowatych (Tricholomataceae).

## Systematyka i nazewnictwo
Pozycja w klasyfikacji: Tricholoma, Tricholomataceae, Agaricales, Agaricomycetidae, Agaricomycetes, Agaricomycotina, Basidiomycota, Fungi.
Nazwę polską zaproponował Władysław Wojewoda w 2003 r. Niektóre synonimy naukowej:

- Agaricus guttatus Schaeff. 1770
- Gyrophila orirubens (Quél.) Quél. 1886
- Tricholoma guttatum (Schaeff.) P. Kumm. 1871
- Tricholoma horribile Rea 1905

## Morfologia
Kapelusz
Średnica 4–10 cm, początkowo łukowaty lub półkulisty z niewielkim garbem, później rozpostarty. Młode owocniki mają podwinięty brzeg, starsze wyprostowany i pofalowany. Skórka ma białawy lub kremowy kolor, ale jest gęsto pokryta siwoczarnymi łuskami ułożonymi promieniście. W okresie suchej pogody staje się bardziej srebrzystosiwa z jaśniejszymi brzegami.
Blaszki
Mają białosiwawy kolor, po oderwaniu od owocnika po dłuższym czasie czerwienieją.
Trzon
Wysokość 4–10 cm, grubość do 2 cm, walcowaty, pełny i twardy, z zaostrzoną podstawą, czasami bulwiasty. Kolor biały, powierzchnia podłużnie pokryta ciemniejszymi włókienkami. Po uszkodzeniu czerwienieje.
Miąższ
Cienki, białosiwy, po dłuższym czasie czerwienieje. Smak mączysty, zapach aromatyczny.
Zarodniki
Szerokojajowate lub niemal kuliste, o rozmiarach 4–6,5 × 3–4,5 μm.

## Występowanie i siedlisko
Występuje w Ameryce Północnej i Europie. W Polsce jest to gatunek rzadki – znajduje się na Czerwonej liście roślin i grzybów Polski, gdzie ma status V – gatunek narażony na wyginięcie. Rzadki jest również w innych krajach Europy; znajduje się na czerwonych listach w Danii, Norwegii, Finlandii, Szwecji i w Niemczech.
Spotykana jest w lasach liściastych i mieszanych oraz w parkach. Rośnie na ziemi, pod dębami i bukami, szczególnie na glebach wapiennych. Owocniki wytwarza od sierpnia do zimy. 

## Znaczenie
Grzyb mikoryzowy. Grzyb jadalny.

## Gatunki podobne
Podobna jest bardzo rzadko spotykana gąska czarnołuskowa (Tricholoma atrosquamosum), która ma jednak bardziej łuskowaty kapelusz, oraz gąska ziemistoblaszkowa (Tricholoma terreum), ale ta z kolei ma kapelusz bardziej włosisty niż łuskowaty. Od wszystkich innych gąsek gąska czerwieniejąca różni się tym, że jej uszkodzony miąższ, blaszki i trzon po dłuższym czasie czerwienieją.